# Adriaen van Wesel

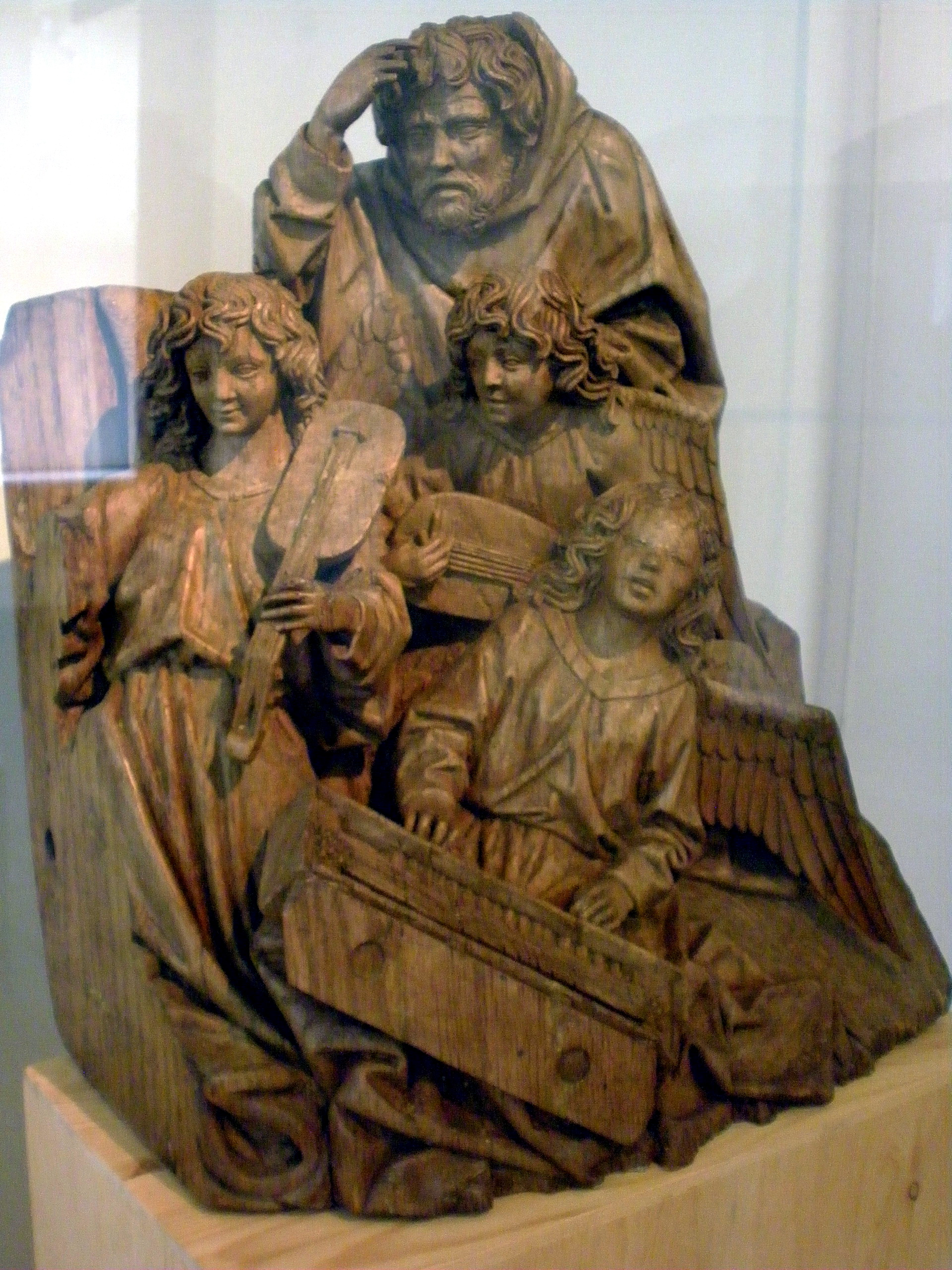
Adriaen van Wesel, Jozef en drie musicerende engelen (1475-77)

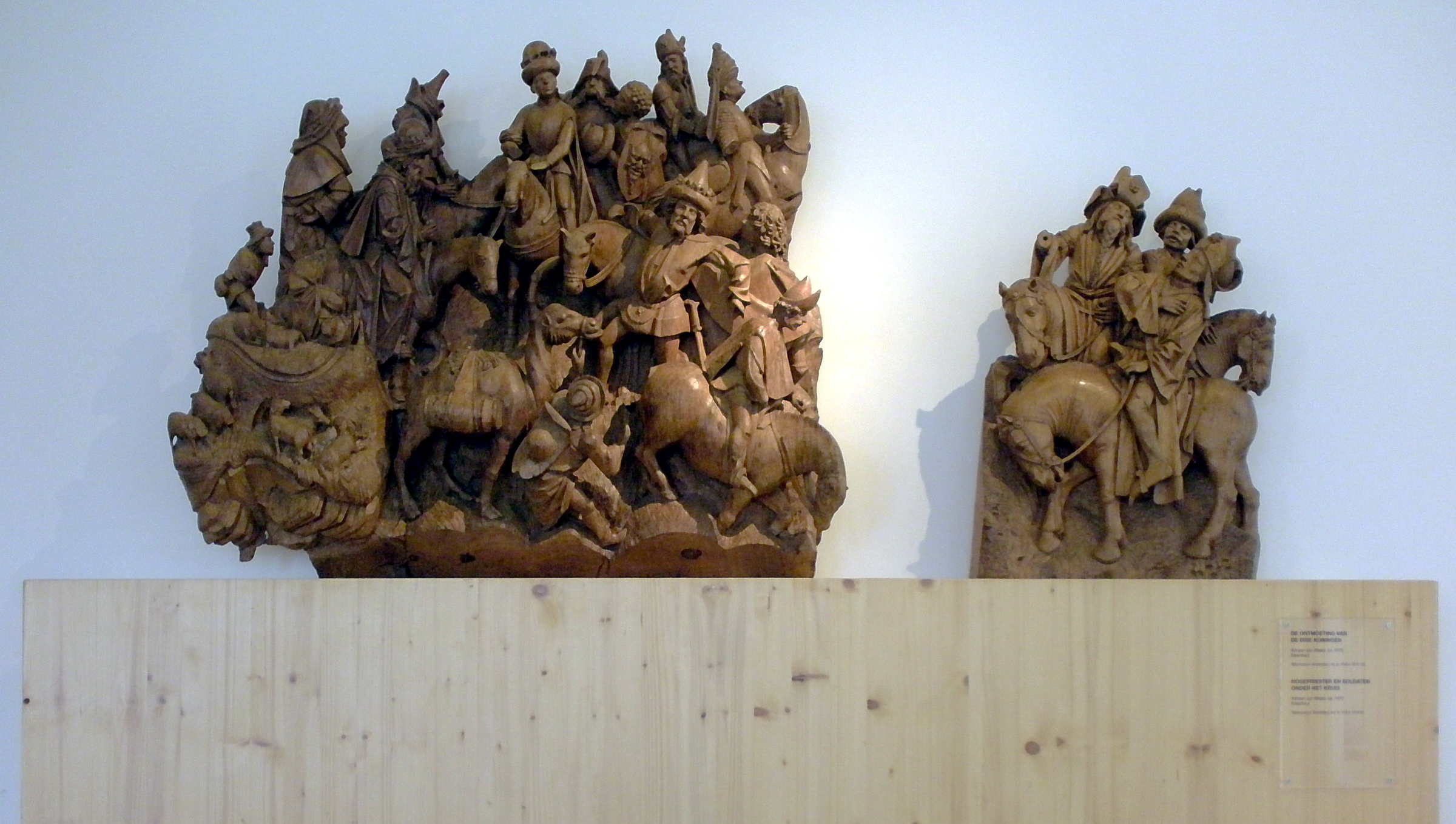
Twee reliëfs van Adriaen van Wesel (Museum voor Religieuze Kunst, Uden)

Laatste Avondmaal (Museum Catharijneconvent, Utrecht)

Adriaen van Wesel (Utrecht?, ca. 1415 - ca. 1490) was een Noord-Nederlands beeldsnijder die vooral in de omgeving van Utrecht actief was.

## Leven
De naam 'Van Wesel' doet vermoeden dat zijn familie afkomstig was uit Wesel in Noordrijn-Westfalen.
Adriaen van Wesel werd in 1447 tot ouderman van het zadelaarsgilde gekozen, waartoe de beeldhouwers behoorden. Omdat deze functie alleen kon worden vervuld door mannen van 30 jaar of ouder, wordt aangenomen dat Adriaen kort voor 1417 geboren is. Later werd hij herhaaldelijk in de Raad van Utrecht verkozen en oefende hij andere openbare functies uit. Nog in 1481 werd hij benoemd tot hoofdman van een van de stadswijken.
Adriaen van Wesel moet een grote reputatie hebben gehad. Hij kon astronomische prijzen vragen voor zijn eervolle opdrachten. In 1471 vervaardigde hij een altaarstuk voor het hoogaltaar van de Utrechtse Mariakerk. In 1475 kreeg hij de opdracht voor een nieuw Maria-altaar voor de kapel van de Illustere Lieve Vrouwe Broederschap in de Sint-Janskathedraal in 's-Hertogenbosch. Het werk was in 1477 klaar en hij ontving hiervoor 350 rijnsgulden. Van dit altaar bleven twee beeldengroepen in het bezit van de broederschap en zijn te zien in de vaste opstelling van het Zwanenbroedershuis. Zij vormden, met de werken in het Rijksmuseum te Amsterdam, de sleutelstukken in het onderzoek naar het werk van Adriaen van Wesel.
In 1484 kreeg hij de opdracht een altaarstuk te maken voor het hoogaltaar van de Nieuwe Kerk in Delft, naar het model van zijn altaar in de Mariakerk in Utrecht. Voor deze opdracht ontving hij 1000 rijnsgulden. Hij werkte er twee jaar aan en het altaarstuk is waarschijnlijk tijdens de brand van 1536 die een gedeelte van de Nieuwe Kerk verwoestte verloren gegaan. 
In opdracht van bisschop David van Bourgondië sneed hij in 1487 het altaar voor het klooster Sint-Agnietenberg bij Zwolle. Ook hier werkte hij ongeveer twee jaar aan.
Ten slotte vervaardigde hij in 1489-1490 zeven beeldgroepen voor de predella van het hoofdaltaar in de Utrechtse Domkerk. De predella werd geplaatst onder het retabel en moet ongeveer 450 cm breed en minstens 80 cm hoog geweest zijn. Hij kreeg voor iedere groep 9 rijnsgulden.
Van al deze werken is ten gevolge van de Beeldenstorm vrijwel niets bewaard gebleven.
Uit de stedelijke 'Legger van de Lijffrenten' uit 1468 is bekend dat Van Wesel gehuwd was en een dochter had. Hij had een lijfrente gekocht ten behoeve van zijn vrouw joncfr. Margriet en een dochter Belyen. Beide vrouwen zijn waarschijnlijk voor 1491 gestorven, omdat de archieven geen melding maken van het innen van de lijfrente vanaf dat jaar.

## Werk
In de werken van Adriaen van Wesel staat de menselijke figuur centraal. Er gaat altijd een grote levendigheid van deze figuren uit, en door subtiele aandacht voor gelaatsuitdrukkingen en gebaren weet hij ze raak te typeren. Het werk van Adriaen van Wesel heeft een aantal vaste kenmerken: de figuren hebben pruik-achtig hoofdhaar en vaak is het onderste ooglid nadrukkelijk aangegeven.
Adriaen van Wesel wordt beschouwd als een van de belangrijkste laatmiddeleeuwse beeldhouwers in de Noordelijke Nederlanden. Omdat het tot 1948 duurde voordat zijn identiteit in de archieven aangetroffen werd, werd hij tot die tijd door kunsthistorici aangeduid als 'Meester van de Musicerende Engelen' of 'Meester van het Sterfbed van Maria'.

### Werken in het Rijksmuseum

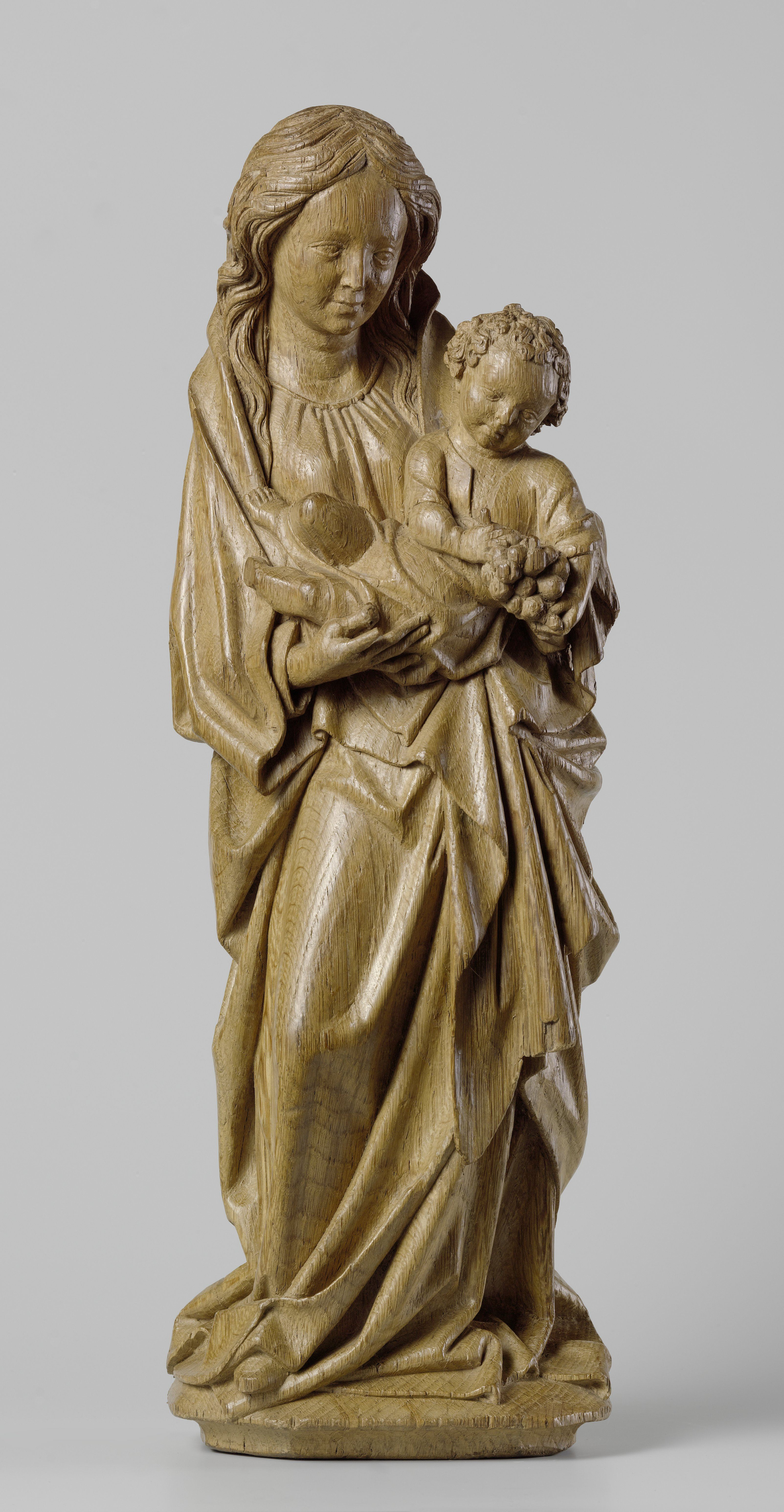
Madonna en kind, 1470- 1480
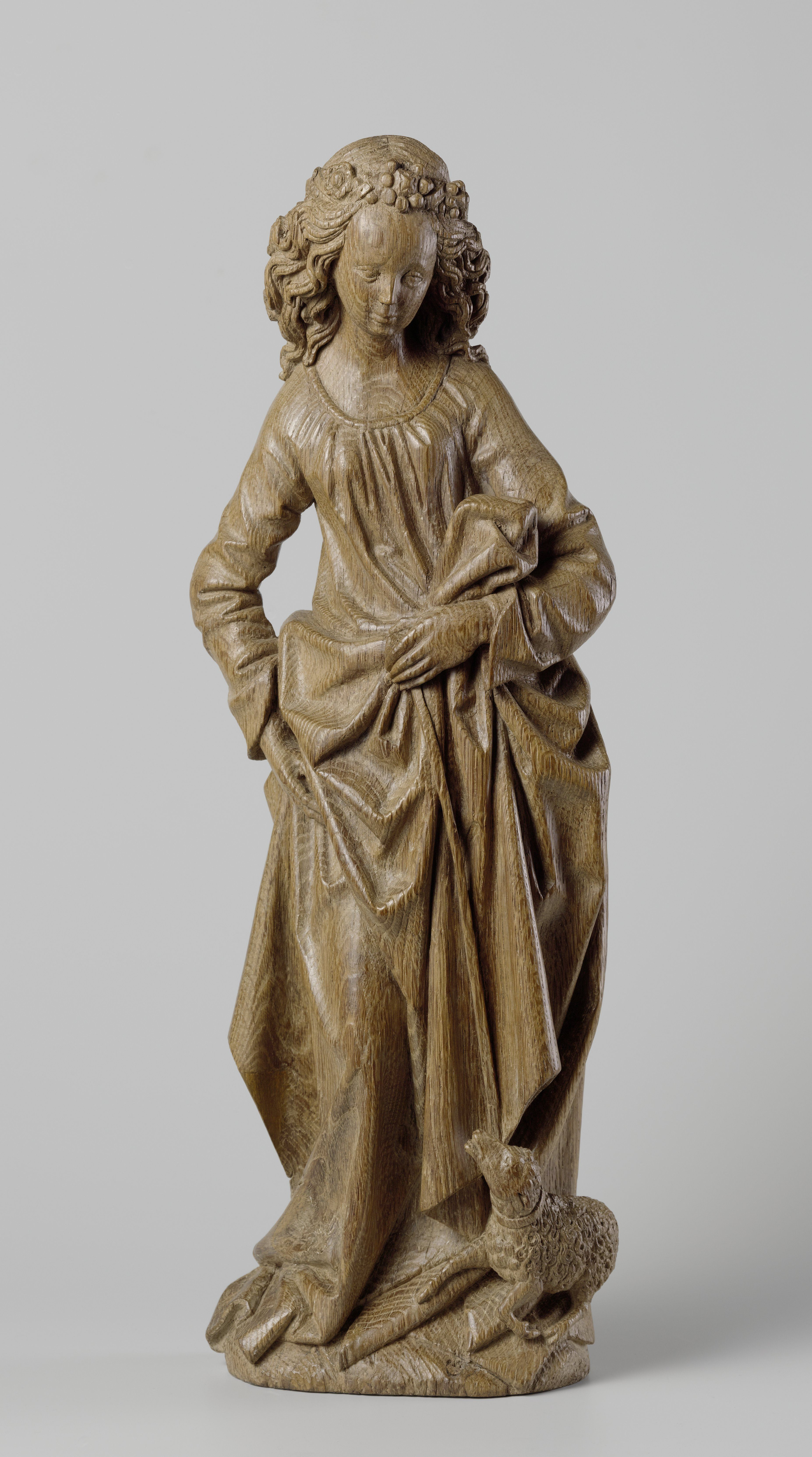
De heilige Agnes, 1470- 1480
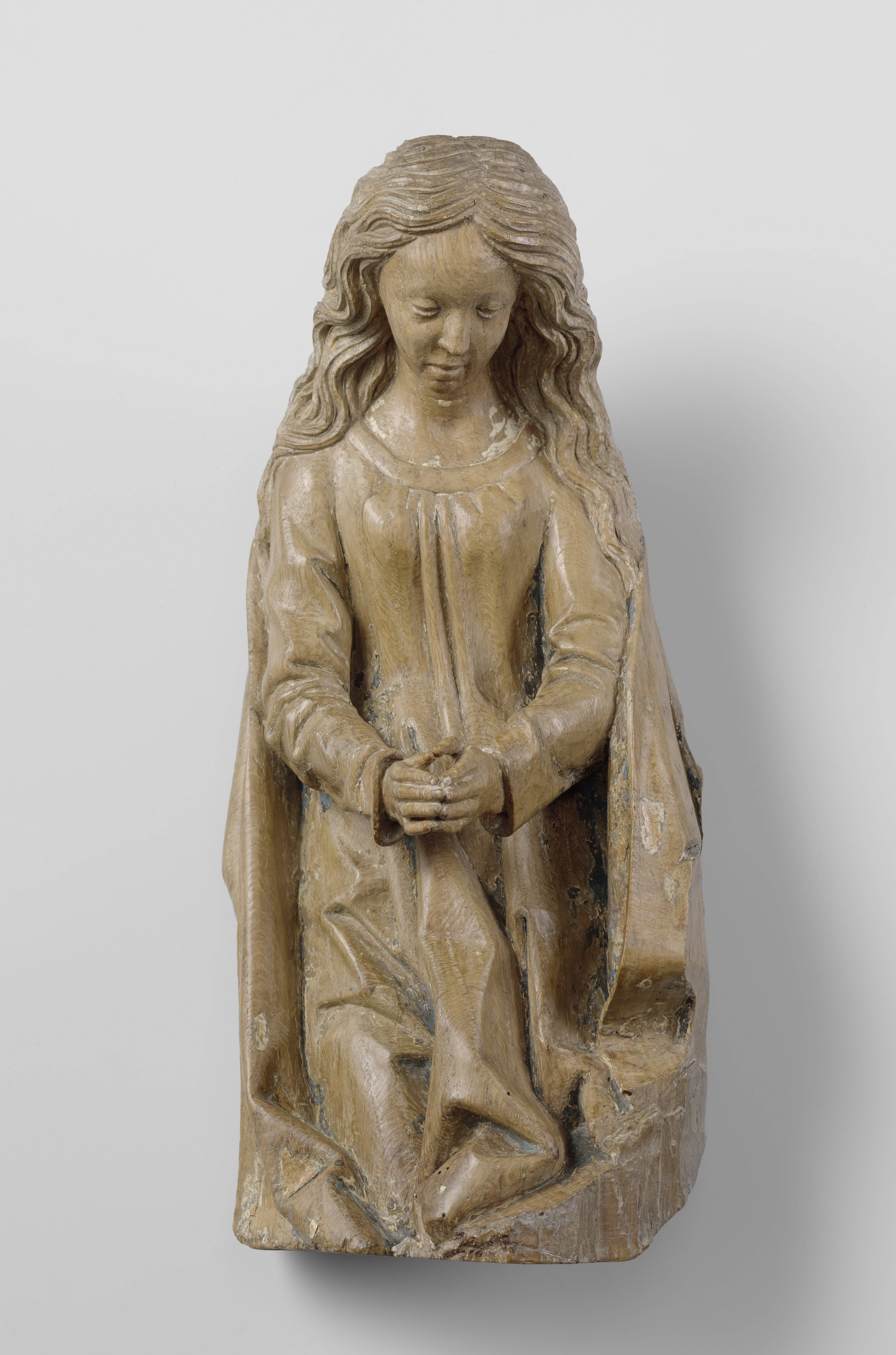
Maria, 1475- 1477
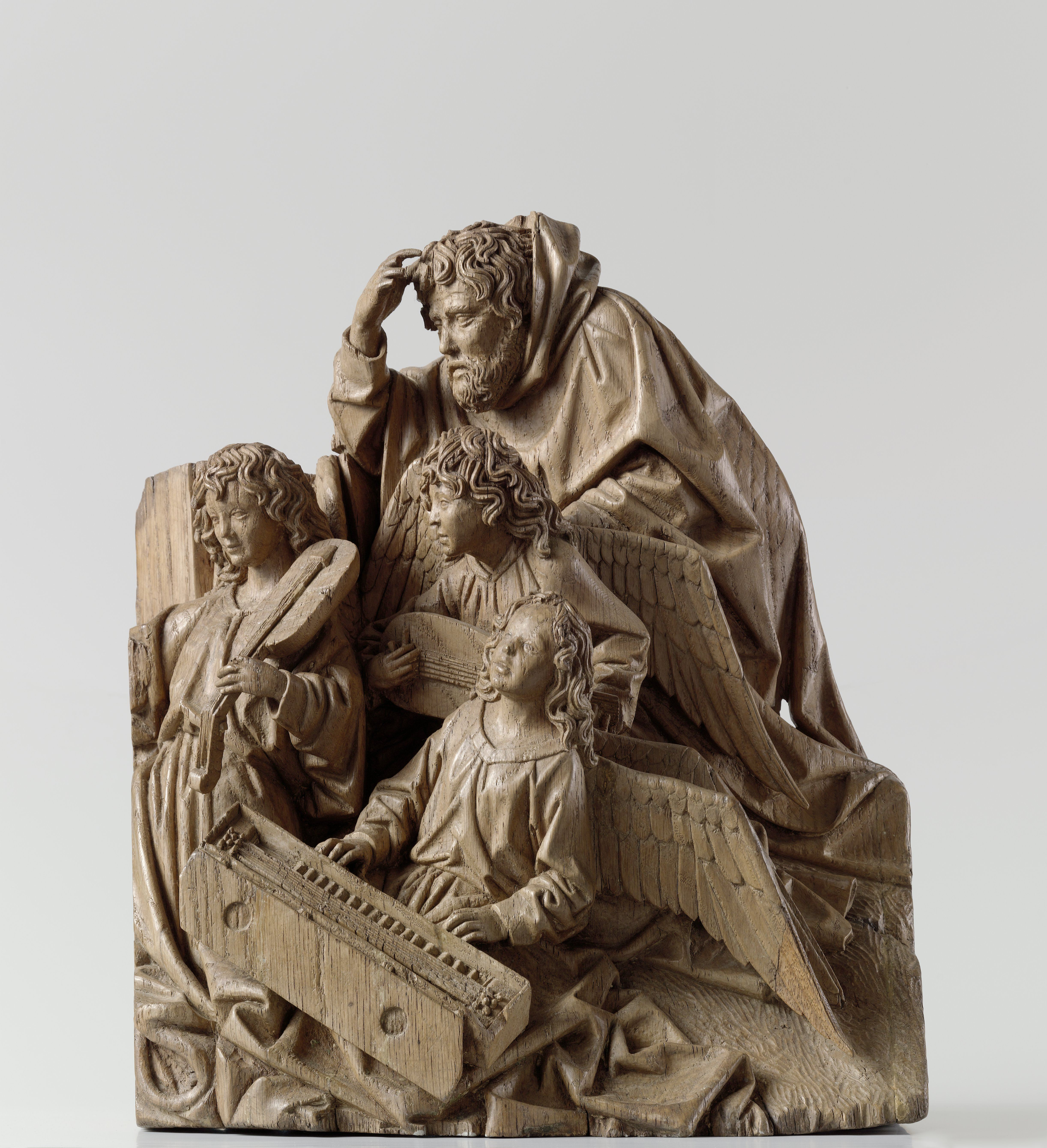
Josef en drie engelen, 1475- 1477
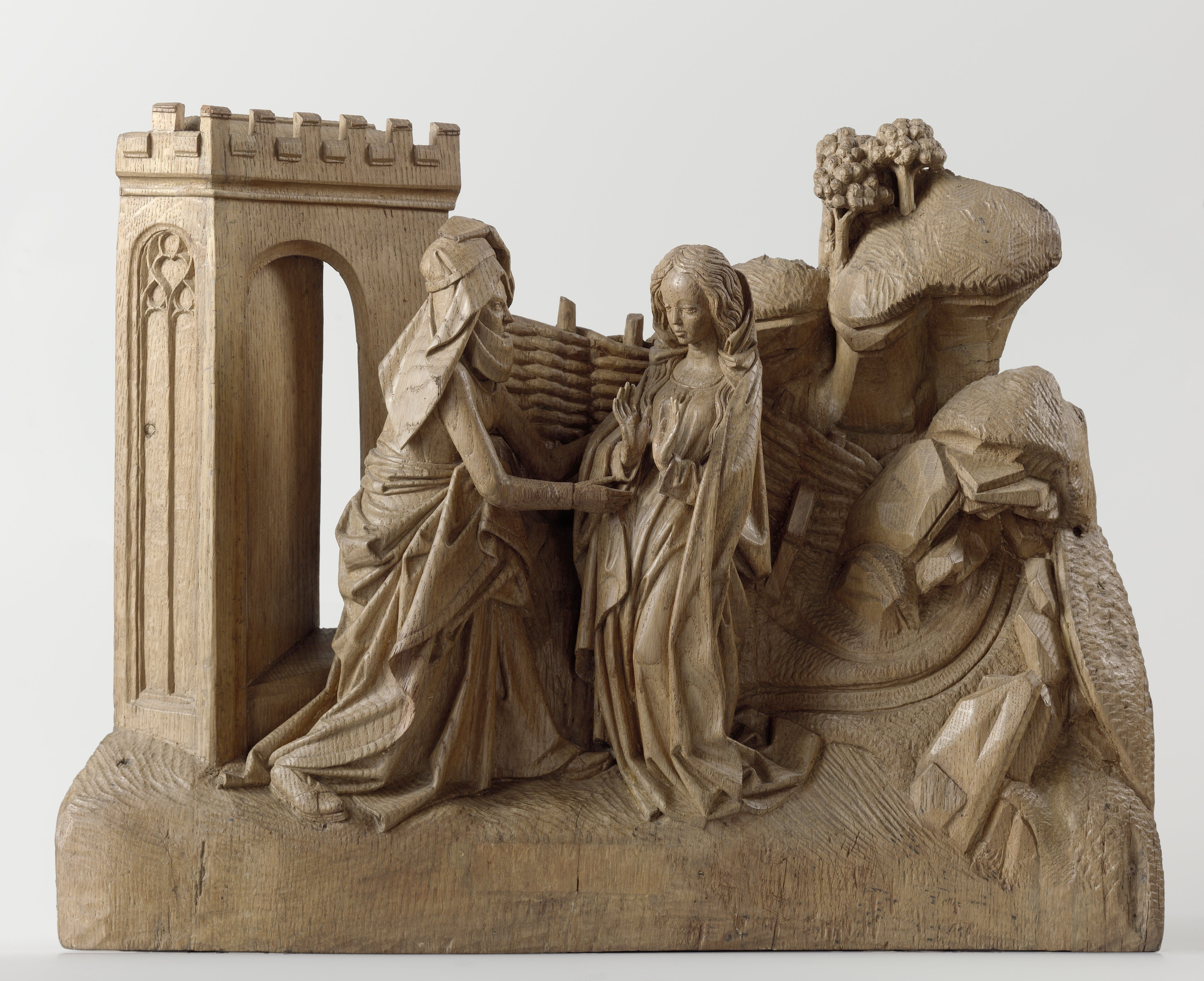
Maria-Visitatie, 1475- 1477
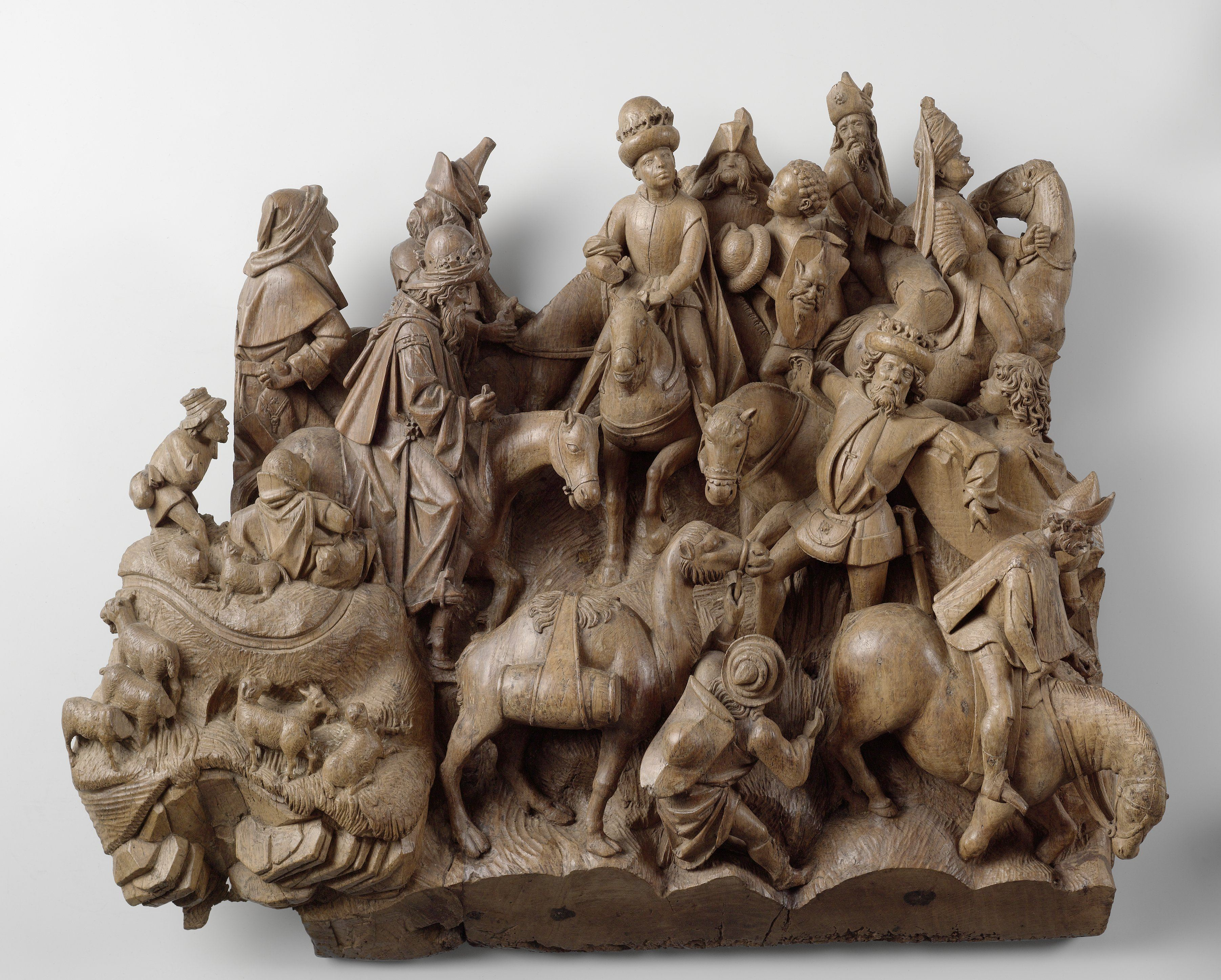
De ontmoeting van de drie koningen, 1475- 1477
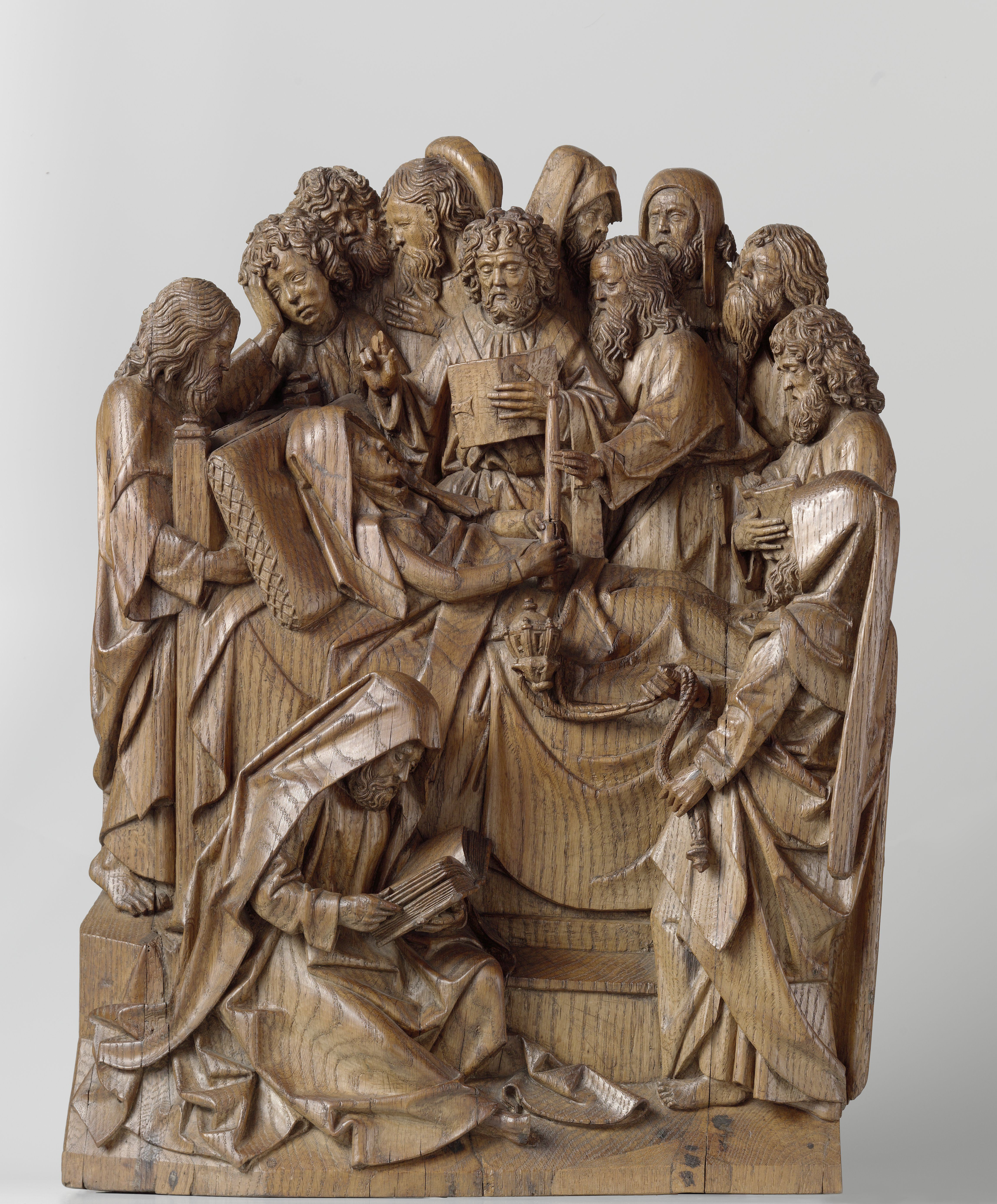
Dood van Maria, 1475-1477